# Герасимов, Валентин Васильевич
Валенти́н Васи́льевич Гера́симов (1938, Воронеж — 20 мая 2016) — белорусский государственный деятель, министр энергетики (1992—1994), топлива и энергетики (1994—1997) Белоруссии. Кандидат технических наук.

## Биография
В 1991—1992 гг. — директор Белорусского территориального энергетического объединения.
- 1992—1994 гг. — министр энергетики Республики Беларусь,
- 1994—1997 гг — министр топлива и энергетики,
- 1997—2000 гг. — руководитель «Белэнерго».

С 2000 г. на пенсии.
В качестве эксперта участвовал в работе секции экспертного совета по энергетике и энергоэффективности при Совете Министров Республики Беларусь.
В начале 2010-х гг. работал в структуре РУП «ОДУ», возглавлял Совет ветеранов войны и труда Белоруссии.

## Награды и звания
Заслуженный энергетик Белорусской ССР.